# Allopachria flavomaculata
Allopachria flavomaculata är en skalbaggsart som först beskrevs av Toshiro Kamiya 1938.  Allopachria flavomaculata ingår i släktet Allopachria och familjen dykare. Inga underarter finns listade i Catalogue of Life.